# Chickasaw (Ohio)

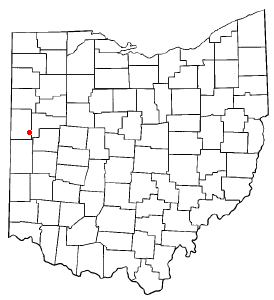
Chickasaw na planie stanu Ohio

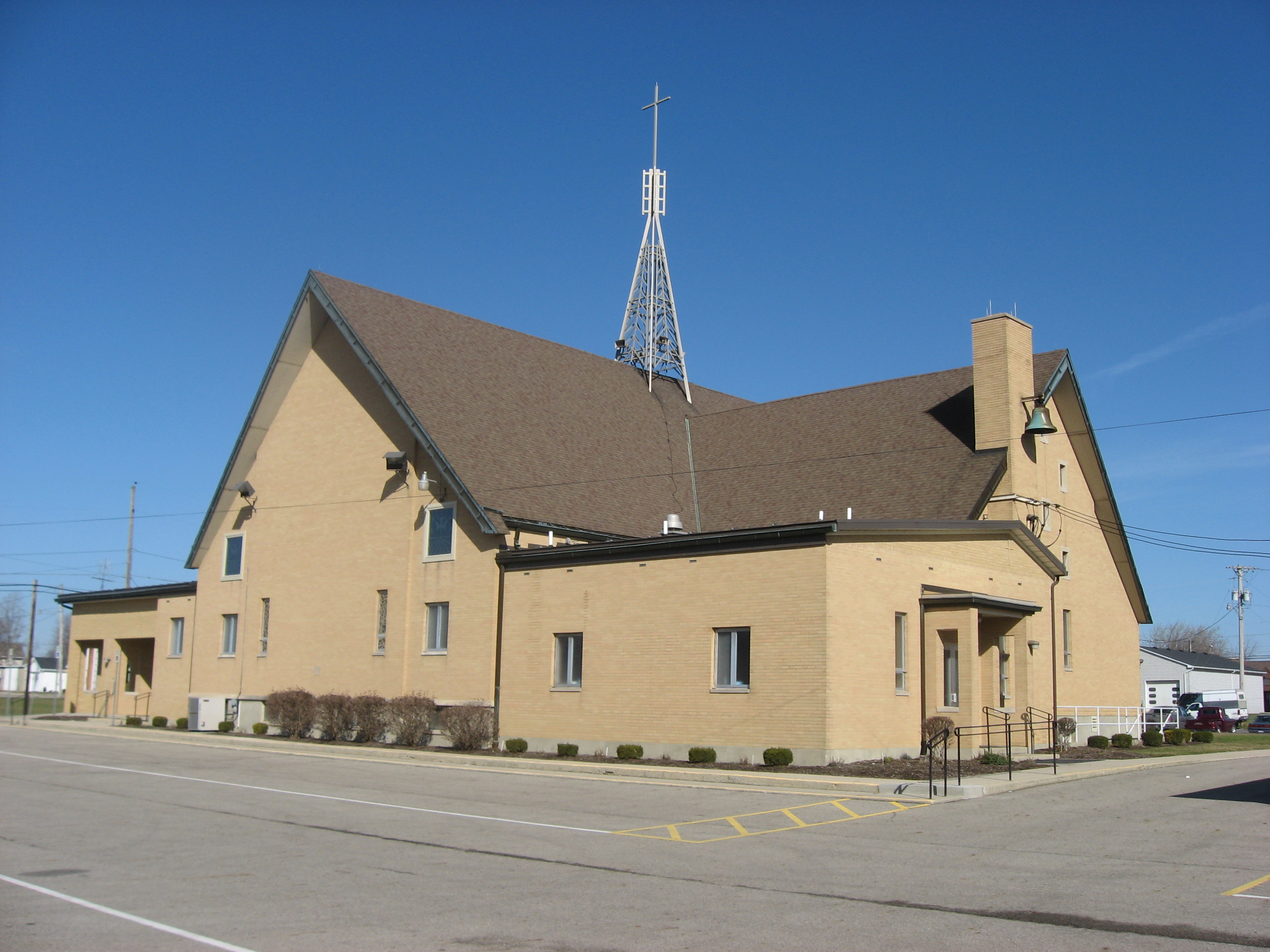
Chickasaw - kościół katolicki

Chickasaw – wieś w USA, w hrabstwie Mercer, w stanie Ohio. Nazwa miejscowości pochodzi od plemienia tubylców. Czikasawowie zamieszkiwali północne obszary dzisiejszego stanu Missisipi, Alabama i część Tennessee.
W roku 2010, 22,8% mieszkańców było w wieku poniżej 18 lat, 7,2% było w wieku od 18 do 24 lat, 22,8% miało od 25 do 44, 27,6% od 45 do 64 lat, a 19,7% było w wieku 65 lat lub starszych. We wsi było 49,7% mężczyzn i 50,3% kobiet.
Liczba mieszkańców w 2010 roku wynosiła 290, a w roku 2012 wynosiła 295.